# 山梨県教育委員会
山梨県教育委員会（やまなしけんきょういくいいんかい）は、山梨県の教育委員会である。

## 概要

山梨県教育庁徽章

山梨県内の教育に関する事務を所掌する行政委員会であり、教育長を含め6人の委員で構成される。教育委員長は2016年4月に廃止され、実質的に教育長がその職務を行う。広義では、執行機関である教育委員会事務局を含めて、教育委員会と呼ぶこともある。2016年4月より、37年間の教職（山梨県立高校校長）出身の教育長採用をやめ、山梨県知事部局の行政出身の守屋守（山梨県企画県民部長を歴任）が教育長となった。2018年度からも、知事部局の行政出身の市川満（山梨県総合政策部長を歴任）が就任。2023年度からは、文部科学省から出向している降籏友宏が就任している。また、2016年以降、行政出身の教育長の配置により、教職出身の県部局次長級の教育監を設置、2024年4月現在、秋山克也（山梨県教育委員会教育庁義務教育課長、北杜市立甲陵中学校校長を歴任）と荻野智夫（山梨県教育委員会教育庁高校教育課長、山梨県立昭和高等学校校長、山梨県立都留高等学校校長を歴任）が担当している。

## 教育委員
令和5年7月25日現在
| 役職             | 氏名     |
| ---------------- | -------- |
| 教育長           | 降籏友宏 |
| 教育長職務代理者 | 松坂浩志 |
| 教育長職務代理者 | 小澤幸子 |
| 委員             | 長澤重俊 |
| 委員             | 橋本幸子 |
| 委員             | 椙浦陽   |

## 組織等
令和6年4月1日現在
- 教育庁総務課
- 福利給与課
- 学校施設課
- 義務教育課
- 高校教育課
- 特別支援教育・児童生徒支援課
- 生涯学習課
- 保健体育健康課

## 所在地
- 〒400-8504　甲府市丸の内1-6-1

## 市町村教育委員会
- 甲府市教育委員会
- 山梨市教育委員会

## 参考・外部リンク
- 山梨県教育委員会